# Pasyryk-Harfe
Die Pasyryk-Harfe ist der archäologische Fund einer horizontalen Winkelharfe aus dem 4. Jahrhundert v. Chr. auf dem Hochland von Ulagan im Altai, das im südwestsibirischen Teil von Russland liegt. Die hölzernen Bruchstücke der Winkelharfe entdeckte Sergei Iwanowitsch Rudenko 1947 in einem zur Pasyryk-Kultur gehörenden Kurgan (Grabhügel). Sie sind der älteste Beleg einer Harfe im nördlichen Asien. Das restaurierte Musikinstrument befindet sich in der Eremitage in Sankt Petersburg.

## Herkunft der asiatischen Winkelharfen
Die früheste Abbildung eines Musikinstruments in Mesopotamien zeigt auf einer Tontafel aus der Uruk-Zeit Ende 4. Jahrtausend v. Chr. eine bogenförmige Harfe mit drei Saiten. Dieser einfachste Harfentyp ist eine Weiterentwicklung des einsaitigen Musikbogens. Das dazugehörige Ideogramm gab Wilhelm Stauder mit dem sumerischen Lautwert BALAG wieder, worunter in früher Zeit vermutlich Musikinstrumente allgemein verstanden wurden. Mit dem Zusatz giš, „Holz“, ergab sich GIŠ.BALAG für ein Saiteninstrument zur Abgrenzung von BALAG oder KUŠ.BALAG für eine sanduhrförmige Trommel. Die Bogenharfe wird in den altindischen Veden des 1. Jahrtausends v. Chr. als vina bezeichnet. Bis zum 12. Jahrhundert n. Chr. existierte sie in Südasien neben den Stabzithern und ist heute praktisch nur noch in Gestalt der burmesischen saung gauk erhalten.
Um 2000 v. Chr. entwickelte sich ein verbesserter Harfentyp mit einer höheren Saitenzahl, der als Winkelharfe bezeichnet wird und erst im 17. Jahrhundert n. Chr. aus seinem damaligen Kerngebiet, dem Iranischen Hochland, verschwand. Das sumerische Bilderzeichen lautete ZAG-SAL. Aus dem assyrischen Wort zak’k’al wurde auf Arabisch čangal, im Persischen gekürzt zu čang (tschang), das in der heute noch gespielten georgischen Winkelharfe čangi (tschangi) erhalten ist.
Die Grundkonstruktion der Winkelharfe blieb während der gesamten Zeit ihrer Existenz bis heute unverändert. Nach der Position des Resonanzkörpers und der Spielweise lassen sich zwei Modelle unterscheiden. Große vertikale Winkelharfen in Ägypten oder Mesopotamien, die mit dem Resonanzkörper in senkrechter Stellung gehalten wurden, besaßen eine große Zahl Saiten – bis 20 oder mehr. Der Spieler zupfte sie mit den Fingern, während er die waagrecht getragene kleinere Winkelharfe mit höchstens zehn Saiten mit einem Plektrum anriss.

## Pasyryk-Stufe
Die Pasyryk-Kultur, eine Zeitstufe der nomadisierenden skythischen Viehzüchter, ist nach dem Fundort Pasyryk bei Baschadar in einem 1650 Meter hoch gelegenen Gebirgstal des Altai benannt. Hier wurden Anführer und andere herausgehobene Mitglieder der Stammesgesellschaft in Schachtgräbern bestattet. Die aus einer Balkenkonstruktion gebildete Decke der Grabstätte überhäufte man mit einem etwa vier Meter hohen Steinhügel. Die Gräber gehören der Bronzezeit und ab der zweiten Hälfte des 1. Jahrtausends v. Chr. der Eisenzeit an. Ende des 19. Jahrhunderts begann die Erforschung der Kurgane im Bereich des Altai. Kurgan II von Pasyryk ist für die Musikgeschichte von besonderer Bedeutung, da er neben der Harfe zwei kleine Trommeln aus Rinderhorn beinhaltete. Sie stellen die Urformen einfelliger Bechertrommeln in der Region dar, zu denen im Iran die hölzerne tombak und in Afghanistan die aus Ton gefertigte zerbaghali gehören. Zu den reichen Grabbeigaben, die offensichtlich für ein Weiterleben im Jenseits gedacht waren, gehörten ferner Nahrung, Kleidungsstücke, Eisenwerkzeuge, Waffen, Wollteppiche (von denen der Pasyryk-Teppich erhalten blieb), andere Gebrauchsgegenstände und mitbestattete Pferde.
Die vergänglichen Materialien und die bestatteten Leichname haben sich erhalten, weil sie in Eisblöcken eingeschlossen waren. Das in die Gräber eingedrungene Wasser war gefroren und blieb durch die darüberliegende Gesteinsschicht auch während der kurzen und nur mäßig warmen Sommer vor dem Auftauen geschützt.

## Bauform
Die gefundenen zwei Teile der Harfe ließen sich bei der Restaurierung passgenau zu einem 83 Zentimeter langen wannenförmigen Korpus zusammenfügen. Das aus einem Stück hergestellte, sorgfältig geglättete Holz ist an beiden Enden elf Zentimeter breit und verjüngt sich in der Draufsicht zu einer mit fünf Zentimetern deutlich taillierten Mitte. In der Seitenansicht ist die Korpusform leicht gekrümmt, im Querschnitt ergibt sich eine Hufeisenform. Die Wände wurden auf fünf bis sieben Millimeter Stärke ausgedünnt und mit drei Querstäben zwischen den Rändern wie bei einem Kanu stabilisiert. Diese sollten die Spannung der an beiden Enden aufgezogenen Membran aus einer Tierhaut ausgleichen. Die rot gefärbten Hautstücke waren mit winzigen Holzdübeln knapp unterhalb des Randes befestigt, den mittleren Teil überdeckte ein dünnes Holzbrett, das vermutlich aufgeklebt war. Die zerbrochen aufgefundene Holzdecke war vier Millimeter stark und besaß in der Mitte ein Schallloch, in jedes Hautstück waren drei Löcher von einem Zentimeter Durchmesser eingeschnitten.
Auf einer Seite des Korpus war ein elliptischer Stab von maximal zwölf Millimetern Durchmesser längs mittig auf der Hautdecke festgebunden. Es ist nicht erkennbar, dass dieser Holzstab wie bei fast allen Harfen unter der Decke verlief. Elf Zentimeter des ursprünglich längeren Stabes blieben erhalten. Seine leichte Krümmung rührt wohl vom Zug der Saiten her, die zwischen ihm und dem etwa senkrecht auf der Hautdecke gegenüber stehenden Saitenträger gespannt waren. Der T-förmig aus einem Ast an seiner Verbindung zum Stamm herausgeschnittene Saitenträger stand mit seinem breiten Fuß in Längsrichtung und war mit einer Hautschnur festgebunden. Die Schnur führte durch ein Loch am äußeren Ende des Saitenträgers, nahm die Spannung der Saiten auf und übertrug diese an einen an der Stirnseite des Korpus herausragenden hölzernen Fortsatz. An den Resten der aus Tiersehnen bestehenden Saiten wurde ein Durchmesser von 0,8 Millimetern gemessen. Streifenartige Verfärbungen am Saitenträger lassen den Schluss zu, dass die Harfe fünf Saiten besaß, die mit Hautwicklungen am Saitenträger festgebunden waren.
Der Physiker und Musikarchäologe Bo Lawergren rekonstruierte 1984 auf Grundlage des Grabungsfundes ein möglichst originalgetreues Modell. Dabei bereitete die Befestigung des Stabes, an dem die Saiten auf anstatt wie üblich unter der Membran festgebunden waren, technische Schwierigkeiten. Außerdem erwiesen sich die noch vorhandenen Holzdübel als zu kurz, um die Hautdecke am Korpusrand gespannt halten zu können. Möglicherweise war die Harfe bereits funktionsunfähig, bevor sie ins Grab gelegt wurde. Die ausgerissene Membran könnte mit einigen Hautstreifenwicklungen quer um den Korpus reparaturmäßig fixiert gewesen sein.

## Verbreitung

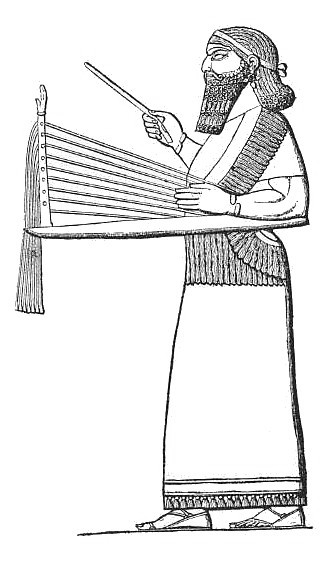
Horizontale Winkelharfe mit neun Saiten auf einem assyrischen Relief in Nimrud

Die Pasyryk-Harfe gehört zu einer Gruppe von horizontalen Winkelharfen in Asien, die nach Lage der Fundorte zu den „Steppenharfen“ gerechnet werden. Im Unterschied zu den vertikalen Harfen waren diese Instrumente kompakt und robust genug, um von den Nomaden auf Pferden transportiert werden zu können. Alle besaßen fünf Saiten und unterschieden sich dadurch von den assyrischen horizontalen Winkelharfen mit neun Saiten. Möglicherweise brachten Skythen, die in der Armee der Assyrer gedient hatten, im 8. Jahrhundert v. Chr. solche Harfen aus Mesopotamien in ihre zentralasiatische Heimat mit, wobei neben der größeren Saitenzahl auch die in Mesopotamien entwickelten diatonischen Tonleitern auf dem Rückweg in Vergessenheit gerieten. Die in Zentralasien gespielte Musik war eine andere. Reliefs am Nordwestpalast von Nimrud um 870 v. Chr. und am Südwestpalast von Niniveh aus dem 7. Jahrhundert v. Chr. zeigen assyrische Musiker, die den als Vorbild dienenden Harfentyp mit dem Korpus waagrecht in Hüfthöhe nach vorn halten. Der Saitenträger befindet sich auf der vom Körper entfernten Seite. Mit einem langen Plektrum in der einen Hand schlagen die in Seitenansicht gezeigten Männer gegen die Saiten.
In Baschadar, einem weiteren, zur Pasyryk-Kultur gehörenden Fundort, waren im Kurgan II ein Mann und eine Frau in Holzsärgen bestattet. Das Schachtgrab datiert in die Mitte des 7. Jahrhunderts v. Chr. Zu den Grabbeigaben gehörten 14 Pferde mit Sätteln und Zaumzeug. Mehrere der geringen Reste eines hölzernen Gegenstandes werden als Winkelharfe gedeutet, die nach ihrem Ausgräber Rudenko 15 Saiten gehabt haben könnte.
Sämtliche Funde von Steppenharfen sind ansonsten jünger als 500 v. Chr., ein  Fund aus Olbia in der Ukraine am westlichen Rand der Eurasischen Steppe stammt von 75 n. Chr. Skythen brachten die Winkelharfe bis in die chinesische Grenzregion Xinjiang, aber nicht weiter nach China hinein. In Xinjiang wurden in Zaghunluq und Yanghai Harfen aus dem 5. Jahrhundert v. Chr. gefunden. Nach China gelangten erst über die Seidenstraße in den ersten nachchristlichen Jahrhunderten in größerer Zahl Winkelharfen.
Die größte Wertschätzung erfuhren ostasiatische Winkelharfen ab dem 6. Jahrhundert unter den Bezeichnungen konghou in China, gonghu in Korea und kugo in Japan. Ab dem 11. Jahrhundert gab es in ganz Asien immer weniger Winkelharfen. Der Nachteil liegt in ihrer unzureichenden Festigkeit, wodurch das Stimmen auch weniger Saiten mühselig wird. Die Saitenspannung der Pasyryk-Harfe ist zwangsläufig wesentlich geringer als bei einer modernen Konzertharfe.
Im Kaukasus sind Winkelharfen durch den Fund einer kleinen Bronzefigur in Kazbegi an der Georgischen Heerstraße seit dem 6. Jahrhundert v. Chr. nachgewiesen. Bis auf die in den Bergtälern Swanetiens noch gespielte tschangi sind die kaukasischen Winkelharfen praktisch verschwunden. Ihre Namensgeberin, die persische tschang, blieb auf Miniaturmalereien erhalten.